# Koveron Lastujärvi
Koveron Lastujärvi eller Lastujärvi är en sjö i Finland. Den ligger i kommunen Joensuu i landskapet Norra Karelen, i den sydöstra delen av landet, 400 km nordost om huvudstaden Helsingfors. Koveron Lastujärvi ligger 112 meter över havet. I omgivningarna runt Koveron Lastujärvi växer i huvudsak blandskog. Den är 11,5 meter djup. Arean är 85,3 hektar och strandlinjen är 5 kilometer lång. Sjön  ingår i Jänisjokis huvudavrinningsområde. 